# Råttsnokar
Råttsnokarna är en stor polyfyletisk grupp av ormar i råttsnoksunderfamiljen Colubrinae. Många arter tenderar att vara mycket skygga och ibland aggressiva, men dessa ormar är inte giftiga och deras bett är vanligen ytliga. Olika arter av ormarna som till exempel Pantherophis guttata guttata är vanliga inom handeln med tamdjur. Det är en avsevärd skillnad mellan olika arter av råttsnok, men de flesta är medelstora till stora, och lever av gnagare. 
Tidigare ansågs de flesta av dem tillhöra släktet Elaphe, men många har sedan dess ansetts tillhöra andra släkten. Giltigheten för vissa släkten är diskutabel, men för den här artikelns ändamål tas en mer liberal taxonomisk ståndpunkt. Råttsnokarna har traditionellt delats upp i två grupper, Nya världens och Gamla världens arter.
Exempel på snokar som finns i  Elaphe:
- Elaphe bairdi (Baird's råttsnok)
- Elaph bimaculata
- Elaphe carinata (kungsråttsnok)
- Elaphe climacophora (japansk råttsnok)
- Elaphe conspicillata (japansk skogsråttsnok)
- Elaphe davidi (Davids råttsnok)
- Elaphe dione (Diones råttsnok)
- Elaphe emoryi
- Elaphe erythrura (filippinsk råttsnok)
- Elaphe flavirufa (mexikansk nattsnok)
- Elaphe flavolineata (gulrandig råttsnok)
- Elaphe gloydi (östlig rävsnok)
- Elaphe helena
- Elaphe hohenacker (transkaukasisk råttsnok)
- Elaphe leonardi (Leonards råttsnok)
- Elaphe lineata
- Elaphe longissima
- Elaphe maculata
- Elaphe mandarina (mandarinråttsnok)
- Elaphe moellendorfi (blomsnok)
- Elaphe obsoleta (svart råttsnok )
- Elaphe perlacea (pärlbandad råttsnok)
- Elaphe persica (persisk råttsnok)
- Elaphe porphyracea
- Elaph prasina (grön råttsnok)
- Elaphe quadrivirgata (japansk strimmig snok)
- Elaphe quatuorlineata
- Elaphe radiata
- Elaphe rufodorsata (rödryggad råttsnok)
- Elaphe scalaris
- Elaphe schrencki (koreansk råttsnok)
- Elaphe subradiata (indonesisk råttsnok)

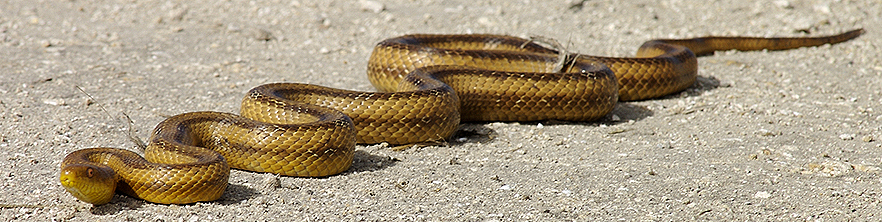
Gul råttsnok Elaphe obsoleta quadrivittata.

- Elaphe taeniura
- Elaphe vulpina (rävsnok)

## Nya världens råttsnokar
Nya världens råttsnokar tillhör släktet  Lampropeltinae, och som sådana är de nära släkt med  Lampropeltis (mjölksnokar och kungssnokar), Pituophis, tallsnokar och tjursnokar), Rhinocheilus (långnossnokar), Arizona (glanssnok) and Stilosoma (kortsvansade snokar).  Hela  Lampropeltinidgruppen härstammar från Gamla världens råttsnokar, som korsade  Berings landbrygga någon gång mellan de senaste tjugo till trettio årmiljonerna.
Nya världens råttsnokar består av släktena Bogertophis,  Pantherophis (majsormar, rävsnokar och  amerikansk råttsnok), Pseudelaphe (centralamerikansk råttsnok) och Senticolis (grön råttsnok).

## Gamla världens råttsnokar
Släktena Elaphe, Euprepiophis, Oreophis, Orthriophis, Ptyas, Rhinechis, och  Zamenis utgör Gamla världens råttsnokar.